# Segunda Liga 2014-2015
La Segunda Liga 2014-2015 è stata la venticinquesima edizione del secondo livello del campionato di calcio portoghese. La stagione è iniziata il 9 agosto 2014 ed è terminato il 24 maggio 2015.
Il Tondela e l'União Madeira sono stati promossi in Primeira Liga. Il Beira-Mar, il Marítimo B e il Trofense sono stati retrocessi nel Campeonato Nacional de Seniores.

## Stagione

### Novità
A partire da questa edizione la competizione viene portata a 24 squadre: 1 retrocessa dalla Primeira Liga 2013-2014, 3 promosse dal Campeonato Nacional de Seniores 2013-2014 e le altre provenienti dalla stagione precedente.

Al termine della Segunda Liga 2013-2014 sono state promosse in Primeira Liga il Moreirense e il Penafiel, e nessuna squadra è stata retrocessa.

Dalla Primeira Liga 2013-2014 è stato retrocesso l'Olhanense. Dal Campeonato Nacional de Seniores 2013-2014 sono stati promossi il Freamunde, l'Oriental Lisboa e il Vitória Guimarães B.

### Formula
Le 24 squadre partecipanti si affrontano in un girone di andata e ritorno, per un totale di 46 giornate.

Le prime due classificate sono promosse in Primeira Liga.

Le squadre classificate agli ultimi tre posti (22º, 23º e 24º posto) sono retrocesse nel Campeonato Nacional de Seniores.

Al campionato possono partecipare le squadre riserve, ma non possono essere promosse in Primeira Liga. Se una squadra riserva si classifica ai primi due posti, la squadra classificatasi subito dopo beneficia della promozione diretta. Se la prima squadra retrocede in Segunda Liga, la squadra riserva viene retrocessa in Campeonato Nacional de Seniores indipendentemente dalla posizione in classifica. In quest'ultimo caso, se la squadra riserva non era nelle ultime tre posizioni, la squadra meglio piazzata nella zona retrocessione mantiene la categoria.

## Squadre partecipanti
| Club                 | Città                | Stadio                               | Posizione 2013-2014                          |
| -------------------- | -------------------- | ------------------------------------ | -------------------------------------------- |
| Academico Viseu      | Viseu                | Estádio do Fontelo                   | 11º posto                                    |
| Atlético de Portugal | Lisbona              | Estádio da Tapadinha                 | 22º posto                                    |
| Beira-Mar            | Aveiro               | Estádio Municipal de Aveiro          | 12º posto                                    |
| Benfica B            | Lisbona              | Futebol Campus                       | 5º posto                                     |
| Braga B              | Braga                | Estádio Municipal de Braga           | 20º posto                                    |
| Chaves               | Chaves               | Estádio Municipal de Chaves          | 8º posto                                     |
| Covilhã              | Covilhã              | Complexo Desportivo da Covilhã       | 16º posto                                    |
| Desportivo Aves      | Vila das Aves        | Estádio do CD das Aves               | 4º posto                                     |
| Farense              | Faro                 | Estádio Algarve                      | 10º posto                                    |
| Feirense             | Santa Maria da Feira | Estádio Marcolino de Castro          | 14º posto                                    |
| Freamunde            | Freamunde            | Campo SC Freamunde                   | 1º posto nel Camp. Nacional de Seniores Nord |
| Leixões              | Matosinhos           | Estádio do Mar                       | 7º posto                                     |
| Marítimo B           | Funchal              | Campo da Imaculada Conceição         | 21º posto                                    |
| Olhanense            | Olhão                | Estádio José Arcanjo                 | 16º posto in Primeira Liga                   |
| Oliveirense          | Oliveira de Azeméis  | Estádio Carlos Osório                | 18º posto                                    |
| Oriental             | Lisbona              | Campo Engenheiro Carlos Salema       | 1º posto nel Camp. Nacional de Seniores Sud  |
| Portimonense         | Portimão             | Estádio Municipal de Portimão        | 7º posto                                     |
| Porto B              | Porto                | Estádio Dr. Jorge Sampaio            | 2º posto                                     |
| Santa Clara          | Ponta Delgada        | Estádio de São Miguel                | 15º posto                                    |
| Sporting B           | Lisbona              | CGD Stadium Aurélio Pereira          | 6º posto                                     |
| Tondela              | Tondela              | Estádio João Cardoso                 | 9º posto                                     |
| Trofense             | Trofa                | Estádio do Clube Desportivo Trofense | 19º posto                                    |
| União Madeira        | Funchal              | Estádio da Madeira                   | 13º posto                                    |
| Vitória Guimarães II | Guimarães            | Estádio D. Afonso Henriques          | 2º posto nel Camp. Nacional de Seniores Nord |

## Classifica
|  | Pos. | Squadra             | Pt | G  | V  | N  | P  | GF | GS | DR  |
|  | ---- | ------------------- | -- | -- | -- | -- | -- | -- | -- | --- |
|  | 1.   | Tondela             | 81 | 46 | 21 | 18 | 7  | 67 | 51 | +16 |
|  | 2.   | União Madeira       | 80 | 46 | 22 | 14 | 10 | 69 | 39 | +30 |
|  | 3.   | Chaves              | 80 | 46 | 20 | 20 | 6  | 68 | 45 | +23 |
|  | 4.   | Covilhã             | 80 | 46 | 23 | 11 | 12 | 78 | 46 | +32 |
|  | 5.   | Sporting Lisbona B  | 78 | 46 | 22 | 12 | 12 | 66 | 57 | +9  |
|  | 6.   | Benfica B           | 77 | 46 | 22 | 11 | 13 | 81 | 60 | +21 |
|  | 7.   | Feirense            | 75 | 46 | 21 | 12 | 13 | 61 | 50 | +11 |
|  | 8.   | Freamunde           | 71 | 46 | 18 | 17 | 11 | 48 | 32 | +16 |
|  | 9.   | Vitória Guimarães B | 65 | 46 | 19 | 8  | 19 | 71 | 57 | +14 |
|  | 10.  | Beira-Mar           | 63 | 46 | 16 | 15 | 15 | 52 | 48 | +4  |
|  | 11.  | Farense             | 62 | 46 | 16 | 14 | 16 | 51 | 54 | -3  |
|  | 12.  | Académico de Viseu  | 62 | 46 | 17 | 11 | 18 | 55 | 56 | -1  |
|  | 13.  | Porto B             | 61 | 46 | 17 | 10 | 19 | 66 | 64 | +2  |
|  | 14.  | Portimonense        | 60 | 46 | 15 | 15 | 16 | 56 | 62 | -6  |
|  | 15.  | Oriental Lisbona    | 58 | 46 | 15 | 13 | 18 | 47 | 59 | -12 |
|  | 16.  | Olhanense           | 55 | 46 | 13 | 16 | 17 | 51 | 56 | -5  |
|  | 17.  | Oliveirense         | 55 | 46 | 14 | 13 | 19 | 50 | 67 | -17 |
|  | 18.  | Desp. Aves          | 53 | 46 | 12 | 17 | 17 | 52 | 58 | -6  |
|  | 19.  | Santa Clara         | 51 | 46 | 10 | 21 | 15 | 33 | 42 | -9  |
|  | 20.  | Leixões             | 50 | 46 | 13 | 11 | 22 | 53 | 67 | -14 |
|  | 21.  | Braga B             | 49 | 46 | 12 | 15 | 19 | 48 | 62 | -14 |
|  | 22.  | Atlético CP         | 47 | 46 | 11 | 14 | 21 | 56 | 70 | -14 |
|  | 23.  | Marítimo B          | 41 | 46 | 10 | 11 | 25 | 37 | 67 | -30 |
|  | 24.  | Trofense            | 36 | 46 | 9  | 9  | 28 | 35 | 81 | -46 |

Legenda:

      Ammesse alla Primeira Liga 2015-2016

      Retrocesse in Campeonato Nacional de Seniores 2015-2016

Tre punti a vittoria, uno a pareggio, zero a sconfitta.
La classifica viene stilata secondo i seguenti criteri:
- Punti conquistati
- Punti conquistati negli scontri diretti
- Differenza reti negli scontri diretti
- Reti realizzate in trasferta negli scontri diretti
- Differenza reti generale
- Partite vinte
- Reti totali realizzate
- Spareggio

### Verdetti
- Tondela e União Madeira promosse in Primeira Liga 2015-2016.
- Beira-Mar, Marítimo B e Trofense retrocesse in Campeonato Nacional de Seniore 2015-2016.

## Statistiche

### Classifica marcatori
Riferimento: Sito ufficiale
| Gol |  |  | Giocatore              | Squadra             |
| --- |  |  | ---------------------- | ------------------- |
| 23  |  |  | Tozé Marreco           | Tondela             |
| 23  |  |  | Erivelto               | Covilhã             |
| 20  |  |  | Frédéric Mendy         | União Madeira       |
| 17  |  |  | Rui Fonte              | Benfica B           |
| 15  |  |  | Mauro Andrés Caballero | Desp. Aves          |
| 15  |  |  | Luiz Phellype          | Feirense            |
| 14  |  |  | Rui Areias             | Vitória Guimarães B |
| 14  |  |  | Crivellaro             | Vitória Guimarães B |
| 14  |  |  | Bjørn Maars Johnsen    | Atlético CP         |
| 14  |  |  | Élio Martins           | União Madeira       |
| 14  |  |  | Fábio Martins          | Braga B             |